# THE SQUARE SINGLE COLLECTION
『THE SQUARE SINGLE COLLECTION』（ザ・スクェア・シングル・コレクション）は、THE SQUAREのベスト・アルバムである。
2001年8月22日にリリース。

## 解説
T-SQUAREがTHE SQUARE時代発売シングルを集めたベスト・アルバム。
「MAKE ME A STAR」（1作目）、「I'M WALKMAN」（3作目）、「IT'S MAGIC」（4作目）の3枚のシングルは未収録。
スクェアのサクソフォーン奏者・伊東たけしのソロ・シングル「EL SEVEN」をボーナス・トラックとして収録している。

## 収録曲
1. TOMORROW'S AFFAIR [4:44] - 2nd Single
作曲：安藤まさひろ、演奏：THE SQUARE
オリジナルシングルは1980年1月21日発売。アルバム『Rockoon』に収録[2]。
2. MR.COCO'S ONE [4:48] - シングル「TOMORROW'S AFFAIR」のB面に収録
作曲：安藤まさひろ、演奏：THE SQUARE
アルバム『Make Me A Star』に収録[3]。
3. TRAVELERS [4:28] - 5th Single
作曲：和泉宏隆、演奏：THE SQUARE
オリジナルシングルは1984年4月1日発売。アルバム『ADVENTURES』に収録[3]。
4. ALL ABOUT YOU [3:30] - シングル「TRAVELERS」のB面に収録
作曲：安藤まさひろ、演奏：THE SQUARE
アルバム『ADVENTURES』に収録[2]。
5. OVERNIGHT SENSATION [5:43] - 6th Single
作曲：安藤まさひろ、演奏：THE SQUARE
オリジナルシングルは1984年11月21日発売。アルバム『Stars and the Moon』に収録[4]。
6. MAYBE I'M WRONG [5:03] - シングル「OVERNIGHT SENSATION」のB面に収録
作曲：伊東たけし、演奏：THE SQUARE
アルバム『Stars and the Moon』に収録[5]。
7. PRIME [4:56] - 7th Single
作曲：安藤まさひろ、演奏：THE SQUARE
オリジナルシングルは1985年4月1日発売。アルバム『R・E・S・O・R・T』に収録[6]。
8. IN THE GRID [5:18] - シングル「PRIME」のB面に収録
作曲：安藤まさひろ、演奏：THE SQUARE
アルバム『R・E・S・O・R・T』に収録[7]。
9. OMENS OF LOVE [4:07] - 8th Single
作曲：和泉宏隆、演奏：THE SQUARE
オリジナルシングルは1985年6月21日発売。アルバム『R・E・S・O・R・T』に収録[2]。
10. STIMULATOR - FEEL ALRIGHT [5:54] - シングル「OMENS OF LOVE」のB面に収録
作曲：田中豊雪/安藤まさひろ、演奏：THE SQUARE
アルバム『R・E・S・O・R・T』に収録[8]。
11. DROP GOAL [7:22] - 9th Single
作曲：安藤まさひろ、演奏：THE SQUARE
オリジナルシングルは1986年3月5日発売。アルバム『S・P・O・R・T・S』に収録[9]。
12. HIT AND RUN [6:00] - シングル「DROP GOAL」のB面に収録
作曲：安藤まさひろ、演奏：THE SQUARE
アルバム『S・P・O・R・T・S』に収録[9]。
13. EL SEVEN - Tokyo Version - [5:10] - ボーナス・トラック
作曲・演奏：伊東たけし
アルバム『L7』に収録[10]。